# Intersindical Valenciana
Intersindical Valenciana és una organització sindical del País Valencià que agrupa a treballadors i treballadores de tots els sectors del món laboral.
Va nàixer com a confederació sindical l'any 2002 de la confluència de diverses organitzacions sindicals amb experiència en el món de l'ensenyament, les administracions públiques, la sanitat i el món de treball.
La Intersindical Valenciana està formada per: STEPV (Ensenyament), STAS (Administració i Serveis Públics), STM (Metall), SF-PV (Ferroviari), Intersindical Salut, CAT, TUC (transport), STICS (Indústria, Comerç i Serveis) i OSUT. Els sindicats que formen part de la Intersindical Valenciana mantenen la seua autonomia, la seua sobirania, amb estructures i línies d'actuacions pròpies.
Entre les finalitats de la Intersindical Valenciana estan:
- la defensa dels drets laborals, socials i econòmics de les treballadores i treballadors valencians, incloses les persones nouvingudes;
- la defensa d’uns serveis públics de gestió pública i democràtica que siguen garants dels drets socials i servesquen per superar les desigualtats socioeconòmiques de la població;
- el dret a una vivenda digna, a la salut pública i universal, a una educació pública de qualitat, a la salut en el treball i a una pensió publica i digna.
- la necessitat d’un canvi en el model productiu, generador i distribuïdor de riquesa, menys dependent del turisme, respectuós amb el sectors tradicionals i, alhora, sostenible i basat en R+D+I.
- la defensa d’un Marc Valencià de Relacions Laborals i de Protecció Social que servisca per configurar unes relacions laborals pròpies en base a la nostra realitat socioeconòmica i que potencie les polítiques actives d’ocupació per a la generació de treball estable i de qualitat.
- la lluita per acabar amb les desigualtats per raó de gènere, orientació sexual, edat o procedència en el món laboral i en conjunt de la societat.
- la cooperació i la solidaritat internacionalista amb les organitzacions sindicals de l'estat i d’arreu del món.
- la defensa de la plena normalització lingüística i de l’autogovern del País Valencià.

D’altra banda, entre les característiques de la Intersindical Valenciana estan el seu funcionament assembleari, democràtic, horitzontal i cooperatiu i la seua pluralitat i autonomia.
A més, Intersindical Valenciana s'estructura en diverses àrees de treball entre les quals estan: Acció Sindical, Salut Laboral i Medi Ambient, Organització, Administració i Finances, Publicacions, Formació, Moviments Socials, Serveis Jurídics o Polítiques Socials.
També existeixen estructures com: Intersindical Cultura, Intersindical Solidària, Intersindical Inclusiva, Intersindical Dones, Intersindical LGTB+ o l’ Escola Sindical de Formació Melchor Botella.
El Sindicat aposta per donar un impuls al seu creixement organitzatiu en tots els sectors del món laboral, per augmentar la seua implantació i per posar en valor la necessitat de l’organització de les treballadores i treballadors mitjançant els sindicats per fer front a les polítiques neoliberals. És per això que fa una crida a les treballadores i treballadors a sumar-se al nostre projecte sindical de classe, valencià, feminista, ecologista, un sindicalisme jove però amb història i experiència, participatiu, democràtic, plural, vinculat al territori, sense dependències de cap tipus, autofinançat, i on les decisions es prenen col·lectivament per les persones que conformen el sindicat. Per fer-ho, només cal posar-se en contacte amb qualsevol de les nostres seus o delegades i delegats sindicals i constituir una secció sindical al centre de treball.
La seu nacional del sindicat es troba al carrer Juan de Mena de la ciutat de València.